# Philhygra proterminalis

Philhygra proterminalis  (лат.) — вид коротконадкрылых жуков из подсемейства Aleocharinae. Северная Америка.

## Распространение
Канада и США.

## Описание
Мелкие коротконадкрылые жуки, длина тела около 3 мм. Основная окраска коричневая (ноги и надкрылья светлее). Большинство взрослых особей этого вида были найдены в водно-болотных угодьях, а также в смешанных и лиственных лесах. Взрослые были собраны в период с мая по август.
Вид впервые описал в 1907 году, а его валидный статус подтверждён в 2016 году канадскими энтомологами Яном Климашевским (Jan Klimaszewski; Laurentian Forestry Centre, Онтарио, Канада) и Реджинальдом Вебстером (Reginald P. Webster).